# Cynelos
 Cynelos — вимерлий рід хижих ссавців з родини амфіціонових, який населяв Північну Америку, Європу та Африку від раннього міоцену до пізнього міоцену 20.4–13.7 млн років тому протягом приблизно 6 мільйонів років.

## Види
- C. anubisi Morlo et al., 2019[1]
- C. caroniavorus White, 1942
- C. idoneus Matthew, 1924
- C. lemanensis Pomel, 1846
- C. malasi Hunt & Stepleton, 2015
- C. stenos Hunt Jr. and Yatkola, 2020[3]
- C. sinapius Matthew, 1902